# Обсерватория имени Эрнста Кренкеля
Обсерватория имени Эрнста Кренкеля (ранее «Дружная») — геофизическая полярная обсерватория на острове Хейса архипелага Земля Франца-Иосифа. Расположена в Приморском районе Архангельской области.
Является единственной обсерваторией в России в области геомагнитной полярной шапки. Самый северный метеорологический пост России.

## География

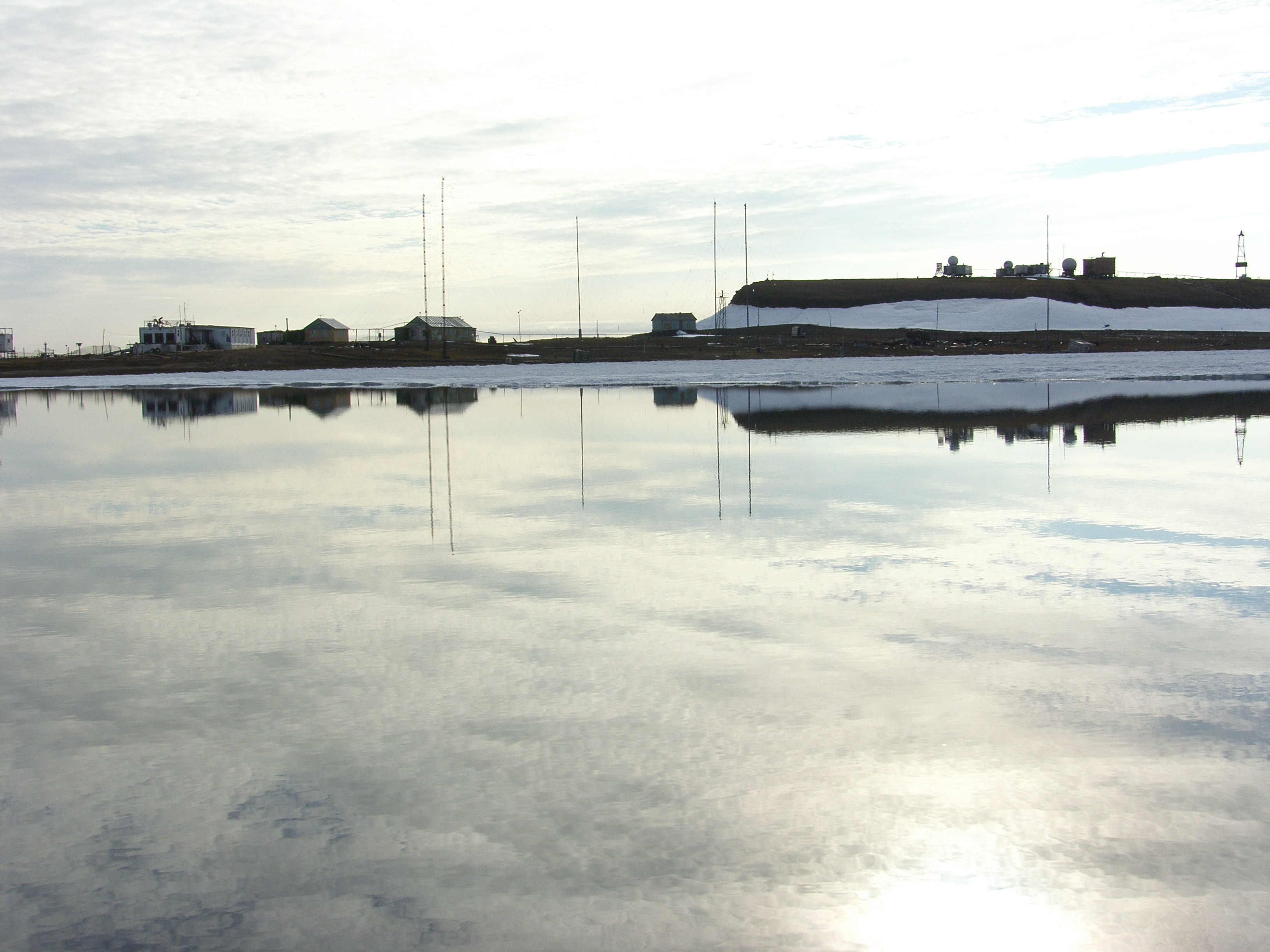
Обсерватория имени Эрнста Кренкеля. Вид с озера

Станция расположена в северо-восточной части острова Хейса архипелага Земля Франца-Иосифа на мысе Обсерваторский. Строения обсерватории находятся на высоте 22 метра над уровнем моря на перемычке шириной от 150 до 300 метров между непромерзающим пресноводным озером Космическим (300×350 м) и проливом Ермак Баренцева моря.
Почвы базальтовые. Рельеф слаборасчленённый. Рядом со станцией расположена возвышенность высотой в 42 метра.
В трёх километрах западнее обсерватории находится река, бассейн которой включает почти всю восточную часть острова. За ней (в 5 километрах) находится  ледниковый купол Гидрографов высотой в 242 метра над уровнем моря. Между рекой и мысом Обсерваторский тянется базальтовая гряда высотой до 10 метров над прилегающей местностью.

## История

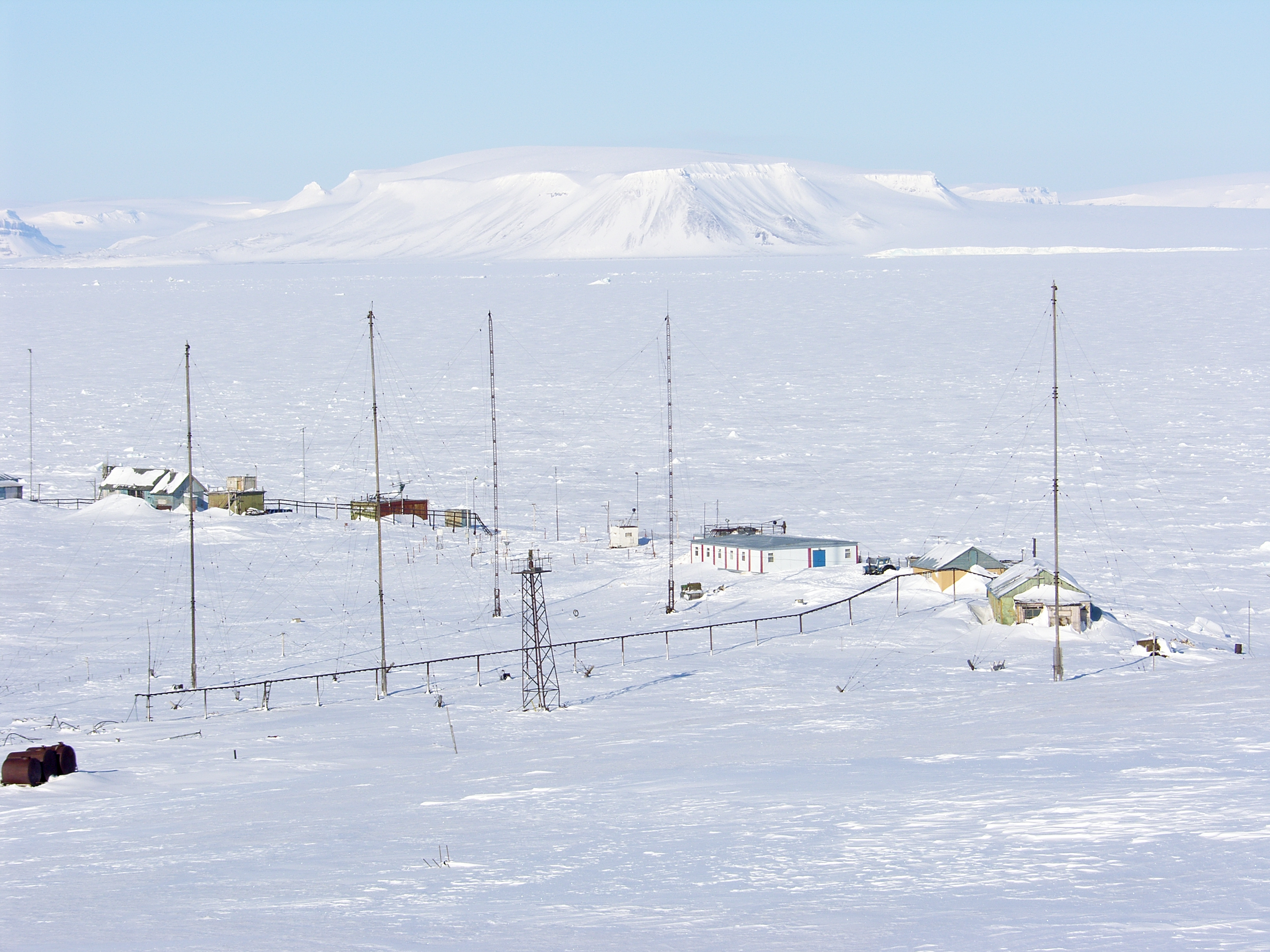
Обсерватория имени Эрнста Кренкеля. Вид сверху

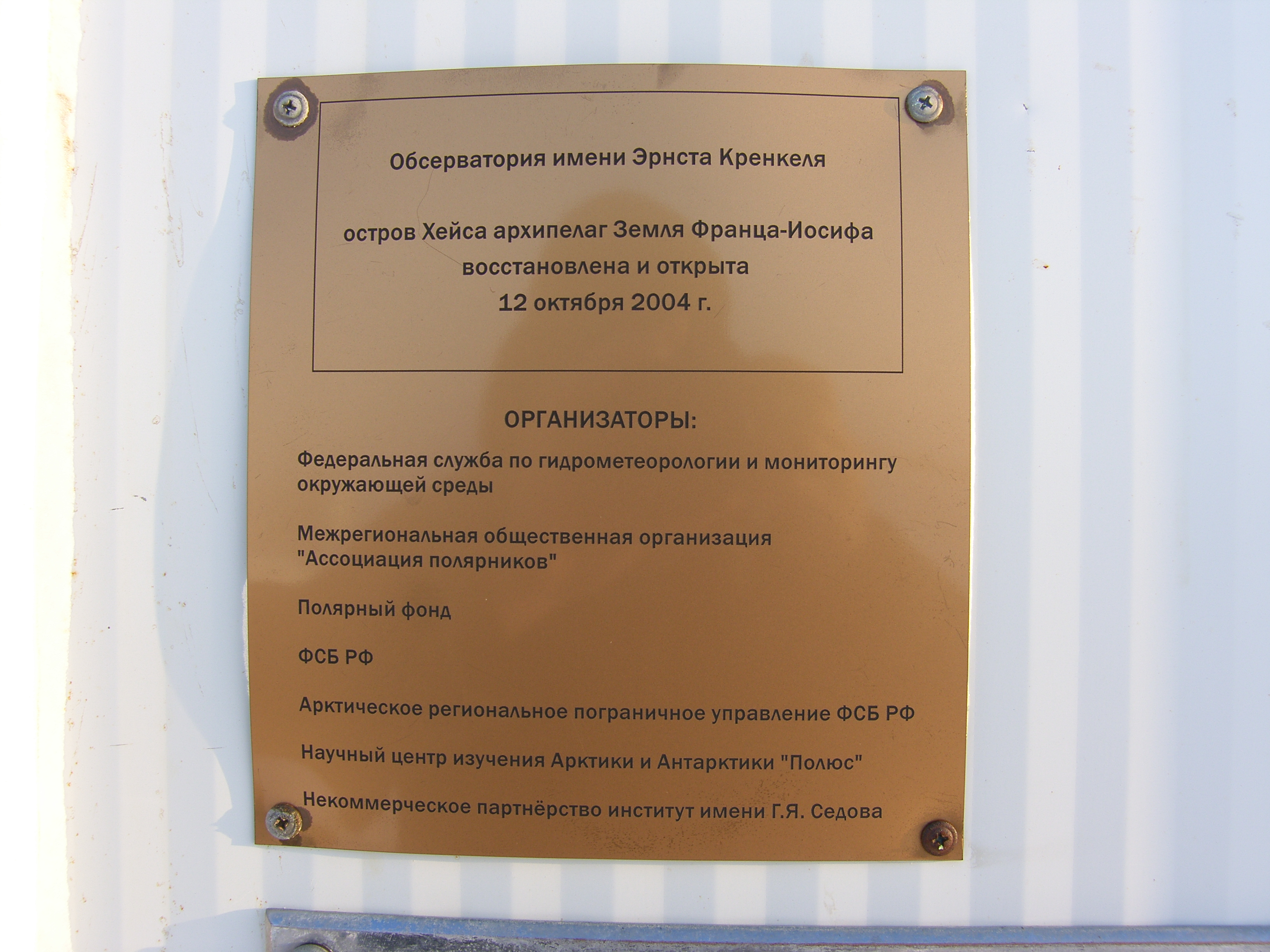
Информационная табличка на стене обсерватории

Изначально обсерватория размещалась на берегу бухты Тихой острова Гукера, но, в связи с нерепрезентативностью метеорологических наблюдений летом 1957 года Арктический и антарктический научно-исследовательский институт, в ведении которого тогда находилась обсерватория, перевёл станцию на остров Хейса.
- 22 октября 1957 года со станции был произведён первый запуск метеорологических ракет (вплоть до 1980 года отсюда запускались МР-12).
- В декабре 1957 года начата регистрация всех компонентов электромагнитного поля Земли.
- В январе 1958 года начали проводиться аэрологические и озонометрические наблюдения.
- В 1965 году ГМО «Дружная» была передана в состав Диксонского радиометеорологического центра (структурное подразделение Росгидромета)[5] управления по изучению Арктики и Антарктики.
- В 1972 году «Дружная» переименована в обсерваторию имени Эрнста Кренкеля.
- 12 февраля 1981 года на острове Хейса при заходе на посадку потерпел катастрофу самолёт Ил-14, который вёз из Москвы учёных для работы на станции; два пассажира погибли[6].
- 26 сентября 2001 года в служебно-жилом доме произошёл пожар, в связи с чем станция была законсервирована.
- В июне 2004 года было определено место для строительства нового служебно-жилого комплекса.
- 12 октября 2004 года станция была официально открыта вновь.
- В 2007—2008 году на станции[7]:
  - был установлен аэрологический комплекс МАРЛ-А, полностью автоматизирующий процесс наблюдения и обработки аэрологических данных;
  - расконсервированы радиолокационная система «Метеорит» и ракетная установка «Кама»[8];
  - 23 сентября пробно запущенная метеорологическая ракета поднялась на высоту более 80 километров;
  - были поставлены гидростатические уровнемеры «Прилив-2Д»;
  - проведены ремонты жилых и подсобных помещений.
- Планируется восстановление программы озонометрических наблюдений[7].

## Климат
Среднегодовая температура воздуха −12,7 °C, относительная влажность 88 %. Годовое количество осадков составляет 304 мм. Лето пасмурное и холодное. Ветра северо-восточные и юго-восточные. Скорость 5-7 м/сек.
Большую часть года преобладают устойчивые отрицательные температуры. В феврале оттепели исключены. Абсолютный минимум температуры −44.4 °C, абсолютный максимум +10.3 °C. Зимние морозы несколько смягчаются циклонами из Атлантического океана, в отличие от более восточных арктических регионов на той же широте.
| Показатель                                                              | Янв.  | Фев.  | Март  | Апр.  | Май   | Июнь  | Июль | Авг. | Сен.  | Окт.  | Нояб. | Дек.  | Год   |
| ----------------------------------------------------------------------- | ----- | ----- | ----- | ----- | ----- | ----- | ---- | ---- | ----- | ----- | ----- | ----- | ----- |
| Абсолютный максимум, °C                                                 | 1,9   | 0     | 1,6   | 0,7   | 2,6   | 8     | 10,3 | 8,4  | 5,6   | 3,8   | 1,3   | 1,7   | 10,3  |
| Средний суточный максимум, °C                                           | −19,4 | −19,8 | −19,7 | −15,9 | −6,7  | 0     | 1,9  | 1,3  | −1,3  | −8,3  | −14   | −19   | −10,1 |
| Средняя температура, °C                                                 | −22,7 | −23,1 | −23   | −18,8 | −8,8  | −1,4  | 0,7  | 0,1  | −2,7  | −10,3 | −17   | −22,1 | −12,4 |
| Средний суточный минимум, °C                                            | −26   | −26,4 | −26,7 | −21,8 | −10,9 | −2,8  | −0,3 | −0,9 | −4,1  | −12,6 | −20   | −25,2 | −14,8 |
| Абсолютный минимум, °C                                                  | −42,1 | −44,4 | −43,5 | −39,6 | −27,7 | −12,3 | −4,3 | −8,5 | −23,2 | −32,3 | −39,5 | −41,5 | −44,4 |
| Норма осадков, мм                                                       | 30    | 28    | 19    | 16    | 12    | 10    | 17   | 21   | 25    | 21    | 21    | 18    | 238   |
| Источник: Погода и климат. pogoda.ru.net. Дата обращения: 3 марта 2019. |       |       |       |       |       |       |      |      |       |       |       |       |       |